# 윌슨-바푸 효과

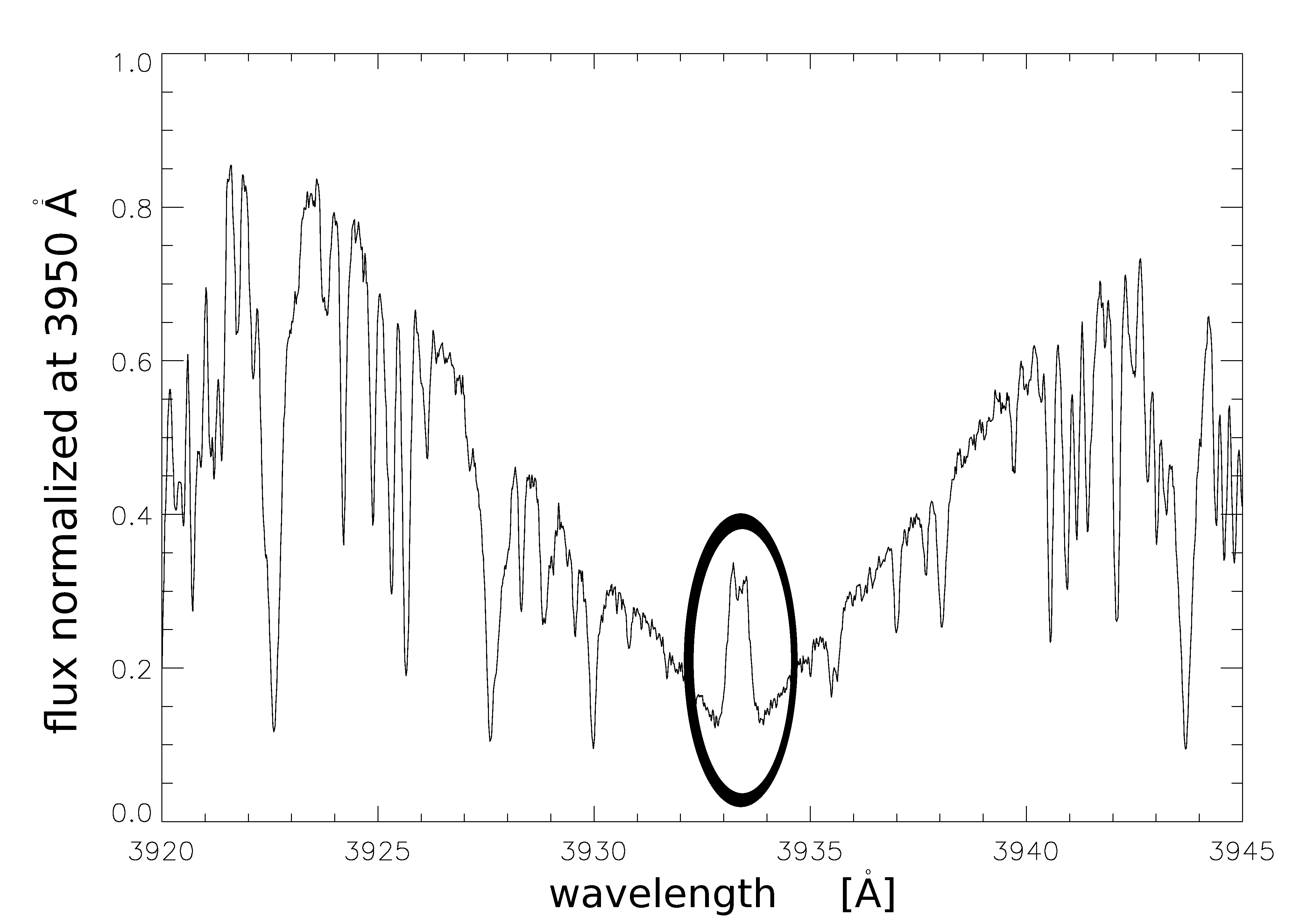
프레세페 산개 성단의 왜성 KW 326의 K 라인 스펙트럼. 이 선은 매우 넓고 매우 깊으며 다른 흡수선과 마찬가지로 광구에서 시작된다. 그 위에 다른 여러 줄이 겹쳐져 있다. 중앙에는 채층에서 발생하는 K 라인 자체로 인한 방출이 있다.

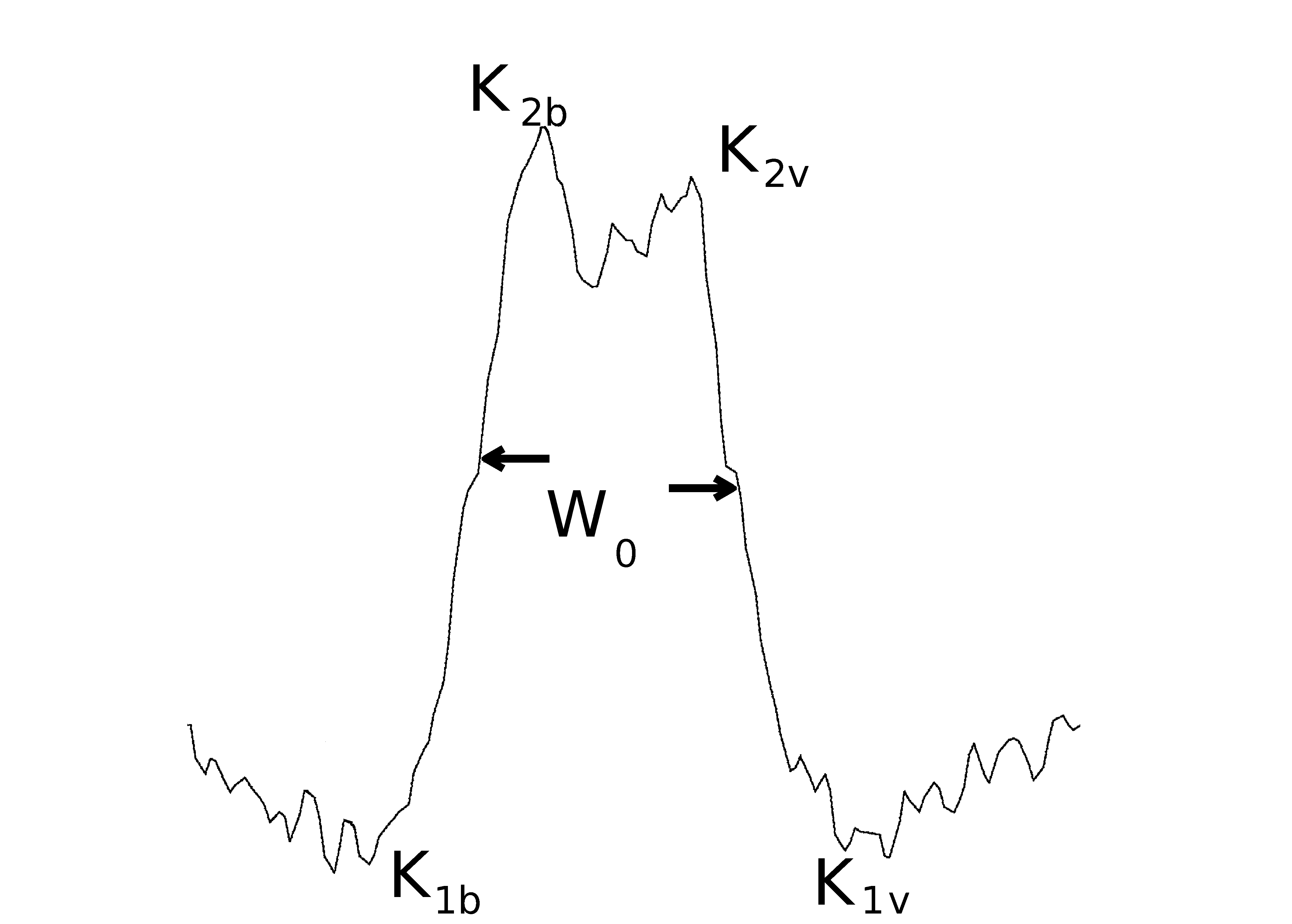
확대된 방출 코어. W_{0} 는 K1 최소값과 K2 최대값 사이의 평균 강도에서 방출의 양쪽 지점 사이의 파장 차이로 정의된다.

차가운 별의 Ca II K 선은 항성의 채층에서 발생하는 가장 강력한 방출선 중의 하나인데, 1957년에 올린 C. 윌슨과 MK 바이누 바푸는 이러한 방출선에서 측정된 너비와 항성의 절대 등급 사이에 있는 놀라운 상관관계에 대해 보고했다. 이것이 윌슨-바푸 효과(Wilson-Bappu effect)로 알려져 있다.
이 상관 관계는 분광의 유형과 무관하며 항성 분류 주계열 유형 G, K 및 적색 거성 유형 M에 적용할 수 있다. 방출 대역이 클수록 별이 더 밝아지며 이는 경험적으로 거리와 상관 관계가 있다.
윌슨–바푸 효과의 주요 관심사는 직접 측정하기에는 너무 먼 별의 거리를 결정하는 데 사용된다는 것이다. 독립적인 거리 측정이 가능한 주변의 항성을 이용하여 연구할 수 있으며 간단한 분석적 형태로 표현할 수 있다.
즉, 윌슨-바푸 효과는 태양으로부터 100 파섹 이내에 있는 별들로 보정할 수 있다. K 선의 방출 코어의 폭( W0 )은 먼 별에서 측정할 수 있으므로 W 0 및 윌슨-바푸 효과를 표현하는 분석 형식을 알면 별의 절대 등급을 결정할 수 있다. 별의 성간 소광이 무시할 수 있거나 잘 알려진 경우에, 별의 거리는 절대 등급과 겉보기 등급 모두에 대한 지식으로부터 곧바로 구할 수 있다.
히파르코스 시차로부터의 거리를 사용한 윌슨-바푸 효과의 첫 번째 보정은 1999년 월러스타인 등(Wallerstein et al.)에 의한 연구에서 이루어졌다.  그 후의 연구에서도 CCD로 촬영한 고해상도 스펙트럼에서의 W0 측정을 사용했지만 더 적은 샘플을 사용했다.
최신의 보정에 의하면 등급으로 절대 가시 등급(M v )과 km/s로 변환된 W0 사이의 관계는 다음과 같다.
{\displaystyle M_{V}=33.2-18.0\log(W_{0})}
그러나 데이터 오류는 상당히 커서 약 0.5 mag로 우주 거리 사다리를 크게 개선하기에는 효과가 너무 부정확하다. 또 다른 한계로는 먼 별에서 W0 를 측정하는 것이 매우 어렵고 큰 망원경으로 장시간 관찰해야 한다는 사실에서 비롯된다. 때때로 K선 코어의 방출 특징은 성간 소광의 영향을 받는다. 이러한 경우 W0 의 정확한 측정이 불가능하다.
윌슨-바푸 효과는 Mg II k 라인에도 유효하다. 그러나 Mg II k 선은 자외선 영역의 2796.34Å에 있고, 이 파장의 복사선은 지구 표면에 도달하지 않기 때문에 국제 자외선 탐사선과 같은 위성으로만 관측할 수 있다.
1977년에 스텐셀(Stencel)은 광도가 더 높은 후기형 별들 사이에서 K선의 넓은 날개에서 보이는 날개 방출 특징이 윌슨-바푸 효과와 유사한 선폭과 Mv 의 상관관계를 공유한다는 것을 보여주는 분광학적 조사를 발표했다.